# 100% Lucha: La Despedida
100 % Lucha: La Despedida fue la cuarta presentación de 100% Lucha en el Luna Park, un evento pago por visión de lucha libre profesional. Tuvo lugar el 12 de diciembre del 2010, desde el Estadio Luna Park, en Capital Federal, Argentina. El tema principal del evento era la despedida del programa de Vicente Viloni y la introducción de la Lucha Femenina. El espectáculo fue conducido por Leo Montero y relatado por Eduardo Husni; Osvaldo Principi no pudo estar presente.

## Resultados
- El Pibe Alfajor derrotó a  Cara de Máscara
  - Alfajor cubrió al francés con la "Doble Tapa"
- La Masa "2" derrotó a  Dorival Santos
  - Masa ganó por K.O. luego de un "Mandoble Descendente"
- Musambe Tutu derrotó a  Tito Morán
  - Tutu cubrió a Morán después del "Curl Asante"
- Gorutta Jones derrotó a  Mosca
  - Jones cubrió a Mosca después de un "Topetazo Volador"
- Diva Ramos ;  Elba Carlotti ;  Laura Viloni &  Malena Ruiz derrotaron a  Lina Chang ;  Monikita ;  Perpétua &  Trini Savage
  - Carlotti cubrió a Savage después de un splash.
  - Después de la lucha, las mujeres se siguieron atacando.
- El Primo &  Van Der Hoisen derrotaron a  Babosón &  Hip Hop Man en una lucha a 3 caídas
  - La Dupla ganó con un 2-1
  - El Primo cubrió a HHM después con un "Splash" (1-0)
  - Babosón cubrió a El Primo después de una "Desnucadora" (1-1)
  - VDH cubrió a HHM después de un "Abanico" (2-1)
- Vicente Viloni (c/ Musambe Tutu) derrotó a  Balut Cuniescu (c/ Dimitri Kazov) 
  - Viloni cubrió a Cuniescu luego del "Vuelo del Águila Rubia"
  - El "Cinturón de Campeón de Campeones" de Cuniescu no estaba en juego.